# Championnat des îles Vierges des États-Unis de football 2011-2012
La saison 2011-2012 du Championnat des îles Vierges des États-Unis de football est la dixième édition de l'USVI Soccer Club Championship, le championnat de première division des îles Vierges des États-Unis. Les deux meilleures formations de l'île de Sainte-Croix affrontent les deux meilleures formations des îles de Saint-John et Saint-Thomas.
C'est le Helenites Sports Club qui remporte la compétition cette saison après avoir battu le Togetherness SC en demi-finales puis le tenant du titre, New Vibes SC, à l'issue de la séance des tirs au but. C’est le second titre de champion des îles Vierges des États-Unis de l'histoire du club après celui remporté en 2007.

## Phase régionale
Le barème de points servant à établir les différents classements se décompose ainsi :
- Victoire : 3 points
- Match nul : 1 point
- Défaite : 0 point

| Rang | Équipe                | Pts | J  | G  | N | P  | Bp | Bc | Diff |
| ---- | --------------------- | --- | -- | -- | - | -- | -- | -- | ---- |
| 1    | Helenites Sports Club | 48  | 18 | 15 | 3 | 0  | 66 | 6  | +60  |
| 2    | Rovers SC             | 41  | 18 | 13 | 2 | 3  | 56 | 11 | +45  |
| 3    | Unique SC             | 33  | 18 | 10 | 3 | 5  | 62 | 43 | +19  |
| 4    | Prankton FC           | 22  | 18 | 6  | 4 | 8  | 37 | 45 | -8   |
| 5    | Skills SC             | 17  | 18 | 5  | 2 | 11 | 32 | 61 | -29  |
| 6    | Freewill Baptist FC   | 11  | 18 | 3  | 2 | 13 | 32 | 68 | -36  |
| 7    | Chelsea FC            | 8   | 18 | 2  | 2 | 14 | 17 | 66 | -49  |

| Rang | Équipe          | Pts | J  | G | N | P | Bp | Bc | Diff |
| ---- | --------------- | --- | -- | - | - | - | -- | -- | ---- |
| 1    | New Vibes SCT   | 24  | 12 | 8 | 0 | 4 |    |    |      |
| 2    | Togetherness SC | 21  | 12 | 6 | 3 | 3 |    |    |      |
| 3    | Raymix SC       | 15  | 12 | 4 | 3 | 5 |    |    |      |
| 4    | UWS FC          | 14  | 12 | 4 | 2 | 6 |    |    |      |
| 5    | Laraza FC       | 11  | 12 | 3 | 2 | 7 |    |    |      |

|  | Qualification pour la phase finale |
|  | T : Tenant du titre                |

## Championnat national

### Les équipes participantes
- Helenites Sports Club - Champion de Sainte-Croix
- Rovers SC - Vice-champion de Sainte-Croix
- New Vibes SC - Champion de Saint-Thomas/Saint-John
- Togetherness SC - Vice-champion de Saint-Thomas/Saint-John

### Tableau
|  | Demi-finales          | Demi-finales          | Demi-finales    | Demi-finales    |                               |                           | Finale          | Finale          | Finale          | Finale          |
|  |                       |                       |                 |                 |                               |                           |                 |                 |                 |                 |
|  | 24 février 2012       | 24 février 2012       | 24 février 2012 | 24 février 2012 |                               |                           | 26 février 2012 | 26 février 2012 | 26 février 2012 | 26 février 2012 |
|  | Helenites Sports Club | Helenites Sports Club | 2               | 2               |                               |                           | 26 février 2012 | 26 février 2012 | 26 février 2012 | 26 février 2012 |
|  | Helenites Sports Club | Helenites Sports Club | 2               | 2               |                               |                           | 26 février 2012 | 26 février 2012 | 26 février 2012 | 26 février 2012 |
|  | Togetherness SC       | Togetherness SC       | 0               | 0               |                               |                           | 26 février 2012 | 26 février 2012 | 26 février 2012 | 26 février 2012 |
|  | Togetherness SC       | Togetherness SC       | 0               | 0               | Helenites Sports Club tab     | Helenites Sports Club tab | 3 (5)           | 3 (5)           |                 |                 |
|  | 24 février 2012       |                       |                 |                 | Helenites Sports Club tab     | Helenites Sports Club tab | 3 (5)           | 3 (5)           |                 |                 |
|  |                       |                       | New Vibes SC    | New Vibes SC    | 3 (4)                         | 3 (4)                     |                 |                 |                 |                 |
|  | Rovers SC             | Rovers SC             | New Vibes SC    | New Vibes SC    | 3 (4)                         | 3 (4)                     | 0               | 0               |                 |                 |
|  | Rovers SC             | Rovers SC             |                 |                 |                               |                           |                 | 0               |                 |                 |
|  | New Vibes SC          | New Vibes SC          | 2               | 2               |                               |                           |                 |                 |                 |                 |
|  | New Vibes SC          | New Vibes SC          | 2               | 2               | Match pour la troisième place |                           |                 |                 |                 |                 |
|  |                       |                       |                 |                 |                               |                           |                 |                 |                 |                 |
|  | 26 février 2012       |                       |                 |                 |                               |                           |                 |                 |                 |                 |
|  | Togetherness SC       | Togetherness SC       | 3               | 3               |                               |                           |                 |                 |                 |                 |
|  | Togetherness SC       | Togetherness SC       | 3               | 3               |                               |                           |                 |                 |                 |                 |
|  | Rovers SC             | Rovers SC             | 2               | 2               |                               |                           |                 |                 |                 |                 |
|  | Rovers SC             | Rovers SC             | 2               | 2               |                               |                           |                 |                 |                 |                 |

## Bilan de la saison
| Championnat des îles Vierges des États-Unis de football 2011-2012 |                                  |
| Champion                                                          | Helenites Sports Club (2e titre) |
| Qualifications continentales                                      |                                  |
| CFU Club Championship 2013                                        | Aucun                            |
| Promotions et relégations                                         |                                  |
| Promus en USVI Soccer Club Championship                           | Aucun                            |
| Relégués                                                          | Aucun                            |